# Gülbahçe
Gülbahçe (türkisch für Rosengarten) ist ein Dorf (Köy) im Landkreis Çemişgezek der türkischen Provinz Tunceli. Im Jahr 2011 hatte der Ort Gülbahçe 69 Einwohner.